# Konsolidering (geologi)

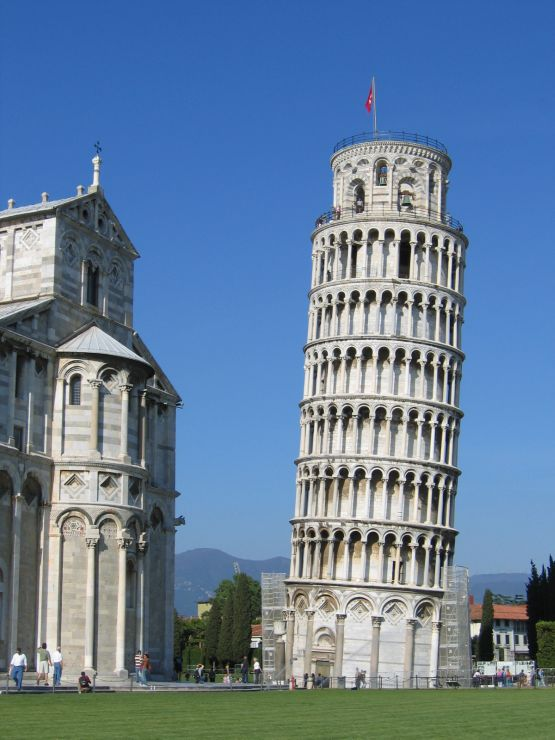
Det lutande tornet i Pisa

Konsolidering är en geologisk term inom jordmekanik som syftar på volymminskning av jord. En jord som belastas kommer att deformeras till följd av belastningen. Om jorden är vattenmättad medför det att vatten måste pressas ut ur jorden. Denna volymminskning under vattenavgång kallas konsolidering.
Vägen för denna process beror på markens kompressibilitet och permeabilitet .
Om en jord tidigare har varit utsatt för en högre belastning än den nu rådande betraktas den som överkonsoliderad.
Normalkonsolidering råder då jorden för tillfället upplever sitt högsta jordtryck.